# Caso Alfie Evans
Il caso Alfie Evans è stato un caso legale nel 2018 che coinvolse Alfie Evans (9 maggio 2016 - 28 aprile 2018), un bambino di Liverpool con un disturbo neurodegenerativo non diagnosticato, in seguito scoperto essere un deficit nel neurotrasmettitore GABA.
L'équipe medica e i genitori del bambino erano in disaccordo sull'opportunità di mantenere il sistema di supporto vitale di Evans o di ritirarlo e questo diede vita ad una battaglia legale. Il team dell'ospedale Alder Hey Children cercò di far decretare che il supporto di ventilazione continuato era "scortese e disumano", e non nel migliore interesse di Alfie Evans. I genitori di Alfie, Kate James e Thomas Evans, contestarono l'istanza.
Il supporto ventilazione venne rimosso il 23 aprile 2018 a seguito di una serie di appelli infruttuosi della famiglia di Alfie. Alfie continuò a respirare naturalmente per cinque giorni dopo la rimozione del supporto. Morì alle 2:30 del mattino del 28 aprile 2018.

## Diagnosi e terapia
A novembre 2016, a sei mesi, Alfie Evans è stato esaminato presso la clinica ambulatoriale pediatrica generale presso l'Ospedale pediatrico Alder Hey, venendo ritenuto adeguatamente sano per essere un bambino di 6 settimane a 2 mesi di età. Il 14 dicembre 2016 Alfie è stato ammesso al dipartimento di incidente e di emergenza di Alder Hey con un'anamnesi di tosse, febbre alta e un episodio di spasmi clonici della mascella e di tutti e quattro gli arti. Il 15 dicembre ha mostrato improvvisi movimenti non provocati compatibili con spasmi epilettici. Un elettroencefalogramma eseguito il 16 dicembre 2016 ha confermato l'ipsaritmia. Un ulteriore elettroencefalogramma è stato registrato nel gennaio 2017 ed "era notevolmente diverso, mostrando attenuazioni con pochi termini di risposta reattiva per periodi di tempo prolungati. I cambiamenti si sono verificati solo quando Alfie ha avuto un attacco epilettico".
I genitori di Alfie espressero la volontà di rimuoverlo dall'Alder Hey e cercare ulteriori cure presso l'Ospedale pediatrico Bambino Gesù di Roma. Nel settembre 2017 i medici dell'Ospedale Bambino Gesù produssero un rapporto di valutazione sulla possibilità di trasferire Alfie in Italia. Secondo questa analisi clinica, sarebbe possibile offrire un supporto prolungato di ventilazione, con una tracheotomia chirurgica, e rimuovere il tubo nasogastrico, sostituendolo con una gastrostomia. Durante il periodo di valutazione sul trasferimento, Alfie ha sofferto di "convulsioni epilettiche indotte da stimoli propriocettivi", secondo il rapporto dell'ospedale britannico "a causa di stimoli di trasporto e di volo, tali attacchi potrebbero indurre ulteriori danni al cervello, [mettendo] a rischio l'intera procedura di trasporto". Alfie rimase all'ospedale Alder Hey per la durata del 2017, senza alcun miglioramento delle sue condizioni. Alla fine dell'anno, l'ospedale fece istanza per lo spegnimento del suo supporto vitale.

## Impatto sull'opinione pubblica
Il caso di Alfie Evans ha attirato una notevole attenzione pubblica nel Regno Unito e all'estero, con i suoi genitori che hanno istituito "Alfie's Army", un gruppo di campagne online dedicato alla ricerca di ulteriori cure e alla lotta contro il ritiro del supporto vitale. I sostenitori hanno presentato una petizione su Change.org, chiedendo all'ospedale Alder Hey di consentire ad Alfie Evans di essere trasferito in un ospedale di sua scelta. I suoi genitori si sono anche rivolti al dottor Michio Hirano, un neurologo con sede negli Stati Uniti che aveva offerto cure nel caso Charlie Gard. I genitori di Alfie hanno rivendicato il diritto dei genitori di prendere decisioni in merito alle cure del figlio, sostenendo che l'ospedale stesso non dovrebbe essere in grado di prendere decisioni sulle cure per il loro figlio senza il loro consenso. Grandi proteste sono emerse fuori dall'ospedale Alder Hey il 12 aprile dopo che la sua famiglia ha insistito sul loro diritto di portarlo a casa.

### Reazioni all'estero
Il 18 aprile 2018 il padre di Alfie è volato a Roma per un incontro di 20 minuti con Papa Francesco. Il caso è stato commentato dal Papa via Twitter, il quale ha dichiarato la sua "sincera speranza che si possa fare tutto il necessario per continuare ad accompagnare compassionevolmente il piccolo Alfie Evans e che si possa ascoltare la profonda sofferenza dei suoi genitori". Ha ribadito il suo sostegno dopo la rimozione del supporto vitale, dicendo "Mosso dalle preghiere e dall'immensa solidarietà mostrata al piccolo Alfie Evans, rinnovo il mio appello affinché la sofferenza dei suoi genitori possa essere ascoltata e che il loro desiderio di cercare nuove forme di trattamento possa essere ascoltato". Anche il presidente della Polonia Andrzej Duda ha espresso il suo sostegno. Il 23 aprile 2018 Alfie ottenne la cittadinanza italiana su richiesta della leader di Fratelli d'Italia, Giorgia Meloni, e del senatore della Lega, Simone Pillon. Il Ministero degli Affari Esteri italiano ha dichiarato di sperare che Alfie possa ottenere "un trasferimento immediato in Italia".

## Battaglia legale
Il 19 dicembre 2017 l'Alder Hey ha chiesto all'Alta Corte di ritirare la patria potestà ai genitori di Alfie e di interrompere la ventilazione. Il caso è stato ascoltato in un'audizione pubblica nella divisione della famiglia della High Court di Londra. Alder Hey ha affermato che il proseguimento del trattamento di supporto vitale non sarebbe nel migliore interesse di Alfie e ha chiesto l'istanza poiché "non è lecito che tale trattamento continui". Gli avvocati che agiscono per conto dell'ospedale hanno inoltre affermato che un ulteriore trattamento per Alfie sarebbe "scortese e disumano". Un medico che curava Alfie dichiarò inoltre che non c'era "nessuna speranza" per il bambino e che si trovava in uno stato semi-vegetativo da una condizione neurologica degenerativa che i medici non sono stati in grado di identificare definitivamente.
I genitori respinsero queste affermazioni, il padre di Alfie affermò che suo figlio "lo guardava negli occhi" e "voleva aiuto". L'Alta Corte si è pronunciata a favore dell'ospedale il 20 febbraio 2018. Nella loro sentenza, l'Alta Corte ha dichiarato che una scansione di risonanza magnetica effettuata nel febbraio 2018 ha rivelato che "il cervello [di Alfie] [era] del tutto irreparabile" e che "il cervello era ora solo in grado di generare convulsioni "con" progressiva distruzione della sostanza bianca del cervello che il dott. R. ha interpretato come allo stato apparentemente quasi identica all'acqua e al liquido cerebrospinale (CSF) ".
La Corte ha osservato che il consenso medico, compresi i medici che hanno chiesto di testimoniare da parte dei genitori, era che Alfie aveva una condizione fatale e non trattabile, ma differivano sul miglior modo di agire riguardo alla sua cura di fine vita. Il giudice della Corte Suprema, Anthony Hayden, ha concluso "Sono persuaso che il continuo supporto di ventilazione non sia più nel miglior interesse di Alfie".

### Appello
I genitori di Alfie hanno presentato ricorso contro la decisione alla fine di febbraio. Il 6 marzo, la Corte d'Appello confermò la precedente sentenza dell'Alta Corte. Dichiararono che il giudizio dell'Alta Corte era stato "meticoloso e approfondito" e che le prove mediche mostravano che Alfie era "in coma profondo" e "a tutti gli effetti ignaro di ciò che lo circondava". I genitori hanno fatto domanda alla Corte suprema del Regno Unito il 20 marzo, che ha rifiutato il diritto di un altro appello.
Il 28 marzo la Corte europea dei diritti dell'uomo ha dichiarato il caso inammissibile, non trovando alcuna violazione dei diritti umani. Il caso riguardava l'argomento della famiglia secondo cui la prevenzione del trasferimento di Alfie dall'ospedale Alder Hey costituiva una privazione della libertà e una violazione dell'articolo 5 (diritto alla libertà e alla sicurezza) della Convenzione europea dei diritti dell'uomo. La decisione ha provocato una protesta di almeno 200 persone che ha avuto luogo al di fuori dell'ospedale Alder Hey.

### Interruzione del supporto vitale
Il 23 aprile è stato riferito che il supporto vitale di Alfie era stato ritirato. Alfie ha continuato a respirare dopo la rimozione del suo supporto respiratorio, sebbene i suoi genitori abbiano dato rapporti contrastanti, sostenendo una volta che avevano bisogno di eseguire la rianimazione bocca a bocca. Il padre di Alfie ha dichiarato ai media la mattina dopo che Alfie aveva respirato senza assistenza da poco dopo che il supporto vitale era stato ritirato e che il supporto vitale doveva essere ripristinato.
La sera dello stesso giorno, il giudice della Corte suprema, Hayden, respinse l'appello dei genitori per il permesso di portare il figlio in ospedale in Italia. Il giudice concluse che in precedenza era arrivato "il consenso di ogni medico di ogni paese che avesse mai valutato le condizioni di Alfie, fino all'inevitabile conclusione (dopo 7 giorni di prove) che il cervello di Alfie era stato così corroso dal suo disturbo neuro-degenerativo che non era semplicemente possibile una prospettiva di recupero. Quando ho richiesto la risonanza magnetica aggiornata a febbraio, l'intensità del segnale era così evidente che ha rivelato un cervello che era stato quasi completamente spazzato via. In termini semplici, il cervello consisteva solo di acqua e liquido cerebrospinale. [...] Tutto ciò che poteva essere offerto dall'Ospedale Bambino Gesù di Roma era un piano di cure palliative alternativo."
Il 25 aprile l'appello venne dichiarato respinto. Il padre di Alfie Evans ha cercato di iniziare un procedimento penale a titolo personale per "cospirazione per omicidio" contro diversi membri dello staff di Alder Hey. Il caso venne preparato da Pavel Stroilov, giurista del Christian Legal Center, ma venne rigettato da un giudice distrettuale. Alfie Evans morì alle ore 2:30 del 28 aprile 2018.